# 11A busz (Salgótarján)
A salgótarjáni 11A autóbuszok a Helyi autóbusz-állomás és Somoskő, községháza között közlekednek. Menetideje 30 perc A járat csak munkanapokon és csak egyszer, reggel közlekedik amely 6:35-kor indul a Helyi autóbusz-állomásról és 7:10-kor indul vissza Somoskőről. 9:00-tól kezdve Somoskő felé a 11B, a városközpont felé pedig a 19-es busz biztosít kapcsolatot. A 8:00-kor Salgóbányáról induló 11B járat kivétel mivel a Helyi Autóbusz-állomás felé tér be a városrészbe továbbá a 7:00-kor induló 19-es busz nem tér be.